# HD 189388
HD 189388，又名CD-4113807，SAO 229993、HR 7639，是一颗恒星，视星等为6.29，位于銀經359.42，銀緯-30.04，其B1900.0坐标为赤經19h 54m 38.2s，赤緯-41° -30.04′ 15″。